# Hilberts tjugoandra problem
Hilberts tjugoandra problem är ett av Hilberts 23 problem. Det formulerades år 1900 och handlar om att göra analytiska relationer uniforma genom användandet av automorfa funktioner. Problemet är idag löst.